# Fanático (serie de televisión)
Fanático (originalmente conocida como Ídolo) es una serie española del género comedia dramática creada por Dani del Águila, Federico Maniá Sibona y Yago de Torres para Netflix. La serie, dirigida por Roger Gual y protagonizada por Lorenzo Ferro, se estrenó en la plataforma el 29 de julio de 2022.

## Trama
Un músico, Salva Quimera (Lorenzo Ferro), se ha suicidado enfrente de sus fans en medio del primer concierto de una gira mundial. Un fan incondicional suyo, Lázaro (también Ferro), ve la oportunidad de huir de su monótona y precaria vida adoptando la identidad de su fallecido ídolo.

## Reparto[2]
- Lorenzo Ferro como Lázaro / Salva Quimera
- Dollar Selmouni como Pompa
- Carlota Urdiales como Mia
- Santa Salut como Sofi
- Swit Eme como José
- Ounacer98 como Hamza
- Eva Almeida como Clara
- Fernando Valdivielso como Héctor
- Marta Torné como Valeria

## Capítulos
| N.º | Título                    | Dirigido por | Escrito por                                             | Fecha de lanzamiento original |
| --- | ------------------------- | ------------ | ------------------------------------------------------- | ----------------------------- |
| 1   | «Quimera»                 | Roger Gual   | Yago de Torres, Federico Maniá Sibona y Dani del Águila | 29 de julio de 2022           |
| 2   | «En carne y hueso»        | Roger Gual   | Yago de Torres, Federico Maniá Sibona y Dani del Águila | 29 de julio de 2022           |
| 3   | «Un privilegio»           | Roger Gual   | Yago de Torres, Federico Maniá Sibona y Dani del Águila | 29 de julio de 2022           |
| 4   | «El arte de los negocios» | Roger Gual   | Yago de Torres, Federico Maniá Sibona y Dani del Águila | 29 de julio de 2022           |
| 5   | «Lázaro»                  | Roger Gual   | Yago de Torres, Federico Maniá Sibona y Dani del Águila | 29 de julio de 2022           |

## Producción
Fanático fue anunciada por primera vez en octubre de 2020, bajo el nombre de Ídolo. Fue creada y escrita por Dani del Águila (aunque en un principio se le acreditó como Daniel López Sánchez), Federico Maniá Sibona y Yago de Torres, y dirigida por Roger Gual.
Originalmente fue anunciada como una serie de diez capítulos de 10 minutos, pero cuando la serie se empezó a promocionar, se desveló que el formato de la serie se había cambiado a cinco capítulos de 20 minutos.

## Lanzamiento y marketing
El 16 de junio de 2022, Netflix anunció que la serie, ahora titulada Fanático se estrenaría el 29 de julio de 2022, mediante un videoclip ficticio de la canción "Rebelión" del artista Quimera (interpretado por Lorenzo Ferro en la serie). El videoclip incluye cameos de numerosos artistas españoles y de habla hispana famosos, entre los que se incluyen  Amaia, Mala Rodríguez, Bad Gyal o Samantha Hudson.